# Eby (Virginia Occidental)
Eby es un área no incorporada ubicada en el condado de Taylor (Virginia Occidental), Estados Unidos. Está clasificada como un asentamiento humano por el Sistema de Información de Nombres Geográficos.
Aparece registrada en U.S. Geological Survey con fecha de entrada del 27 de junio de 1980. El número de identificación asignado por el Sistema de Información de Nombres Geográficos es 1549666.

## Geografía
Se encuentra a una altitud de 428 m s. n. m. (1404 pies) según el Servicio Geológico de Estados Unidos.